# 남승룡로
남승룡로는 전라남도 순천시 도사동 호현삼거리와 풍덕동 팔마사거리를 잇는 도로이다. 전구간이 국도 제2호선, 국가지원지방도 제22호선, 국가지원지방도 제58호선의 일부이다. 남승룡의 이름을 따서 지어졌으며, 순천만국가정원이 주변에 있다.
| 이름           | 접속 노선                                                                           | 소재지 | 소재지 |
| -------------- | ----------------------------------------------------------------------------------- | ------ | ------ |
| 호현삼거리     | 국도 제2호선 국가지원지방도 제58호선 (녹색로) 국가지원지방도 제22호선 (우석로)      | 순천시 | 도사동 |
| 서문삼거리     | 순천만정원로                                                                        | 순천시 | 도사동 |
| 순천만국가정원 |                                                                                     | 순천시 | 도사동 |
| (이름 없음)    | 강변로                                                                              | 순천시 | 도사동 |
| 동천교         |                                                                                     | 순천시 | 도사동 |
|                | 풍덕동                                                                              | 순천시 |        |
| 순천호수정원   |                                                                                     | 순천시 |        |
| 해룡교         |                                                                                     | 순천시 |        |
|                | 덕연동                                                                              | 순천시 |        |
| 팔마사거리     | 국도 제2호선 국가지원지방도 제22호선 국가지원지방도 제58호선 (백강로) 여순로 팔마로 | 순천시 |        |